# Degago
Degago (auch Dagago oder Degego) ist eine kleine Ortschaft bei Ayisha in der Woreda Ayisha in der Shinile-Zone der Somali-Region von Äthiopien. Der Ortsname bedeutet auf Somali „schneidet das Ohr“ und bezieht sich auf die starken Winde in dem Gebiet.
1989 wurde bei Degago ein Lager für Flüchtlinge aus Somalia eingerichtet, die vor den schweren Kämpfen zwischen dem Barre-Regime und den Rebellen der SNM flohen. Von diesem Lager profitierten auch die lokalen Somali – die traditionell als Nomaden leben und immer wieder von Dürre betroffen sind –, denn sie konnten die Gesundheitsversorgung im Lager nutzen und fanden dort Arbeit. 2005 konnte das UNHCR das Lager Ayisha oder Aisha schließen, da die Mehrheit der Flüchtlinge in das unterdessen friedliche Nordsomalia/Somaliland zurückkehrte. Die Flüchtlinge aus Süd- und Zentralsomalia, wo weiterhin Bürgerkrieg herrscht, wurden in das letzte Lager bei Kebri Beyah verlegt.